# Люсінер
Люсіне́р (рос. Люсинер, марій. Лӱсэҥер) — присілок у складі Марі-Турецького району Марій Ел, Росія. Входить до складу Карлиганського сільського поселення.

## Населення
Населення — 109 осіб (2010; 135 у 2002).
Національний склад (станом на 2002 рік):
- марійці — 96 %